# Скиданова Елеонора Сергіївна
Елеонора Сергіївна Скиданова  (24 серпня 1982, місто Слов’янськ Донецької області) – естрадна співачка, соліст-вокаліст Академічного ансамблю пісні і танцю Міністерства внутрішніх справ України, заслужена артистка України, лауреат міжнародних та національних конкурсів, учасниця бойових дій.

## Біографія
Народилася 24 серпня 1982 року в місті Слов’янську Донецької області
У 2001 - 2011 роках артистка-вокалістка Державного академічного ансамблю пісні і танцю внутрішніх військ Міністерства внутрішніх справ України.
У 2004 році – закінчила Київський національний університет культури і мистецтв.
У 2007 році Указом Президента України від 20.08.2007 № 718/2007 Елеонорі Скидановій присвоєно почесне звання Заслужений артист України 
У 2008 році – закінчила  Національну академію внутрішніх справ України.
З 2012 року перебувала на державній службі в Київській обласній державній адміністрації. У 2014 році виїхала з донькою до Канади, місто Торонто, де вийшла заміж. Активно гастролює, співаючи пісні перед українською діаспорою в Канаді.

## Творча діяльність

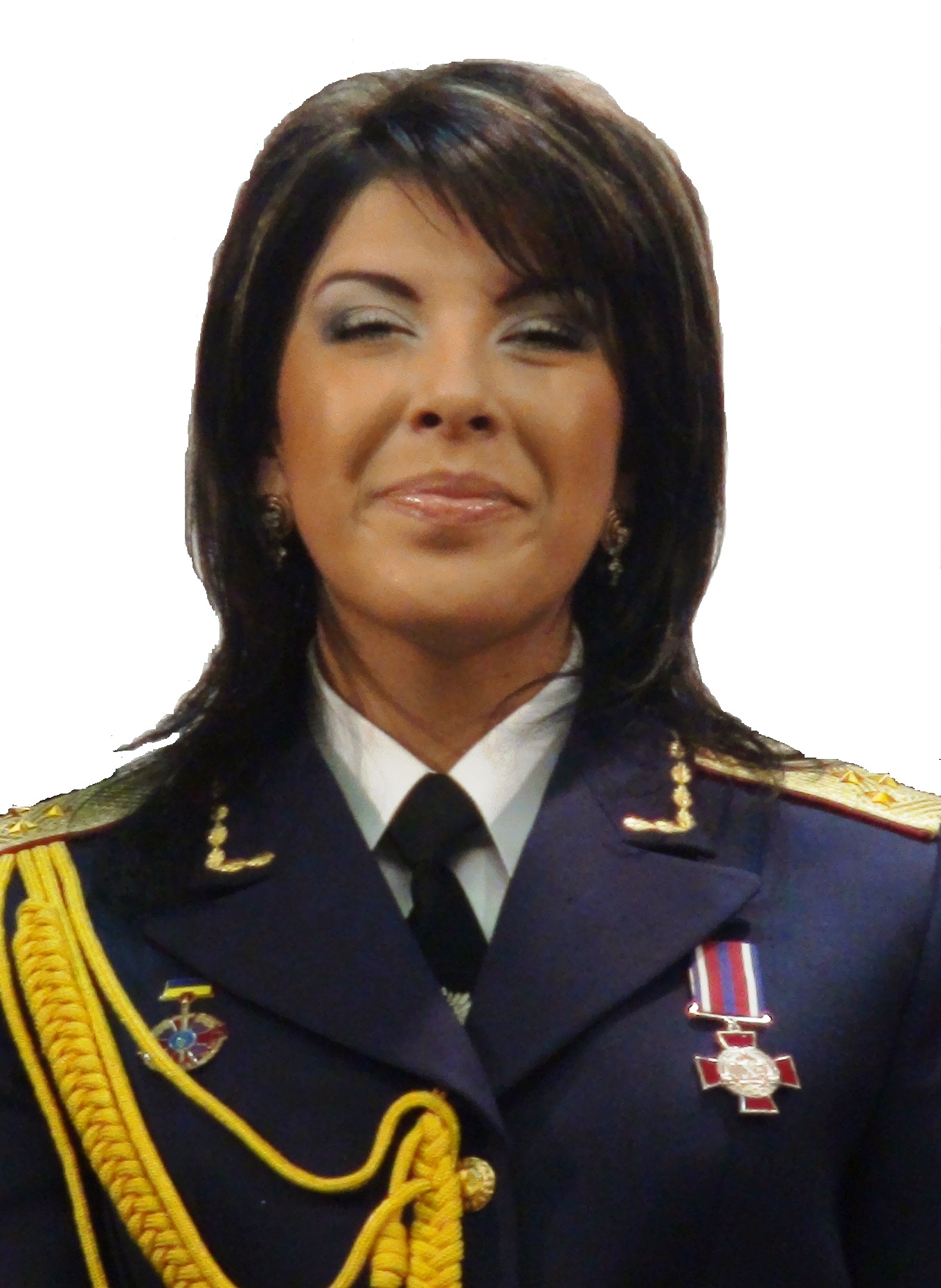
Елеонора Скиданова в парадній формі офіцера, 2010

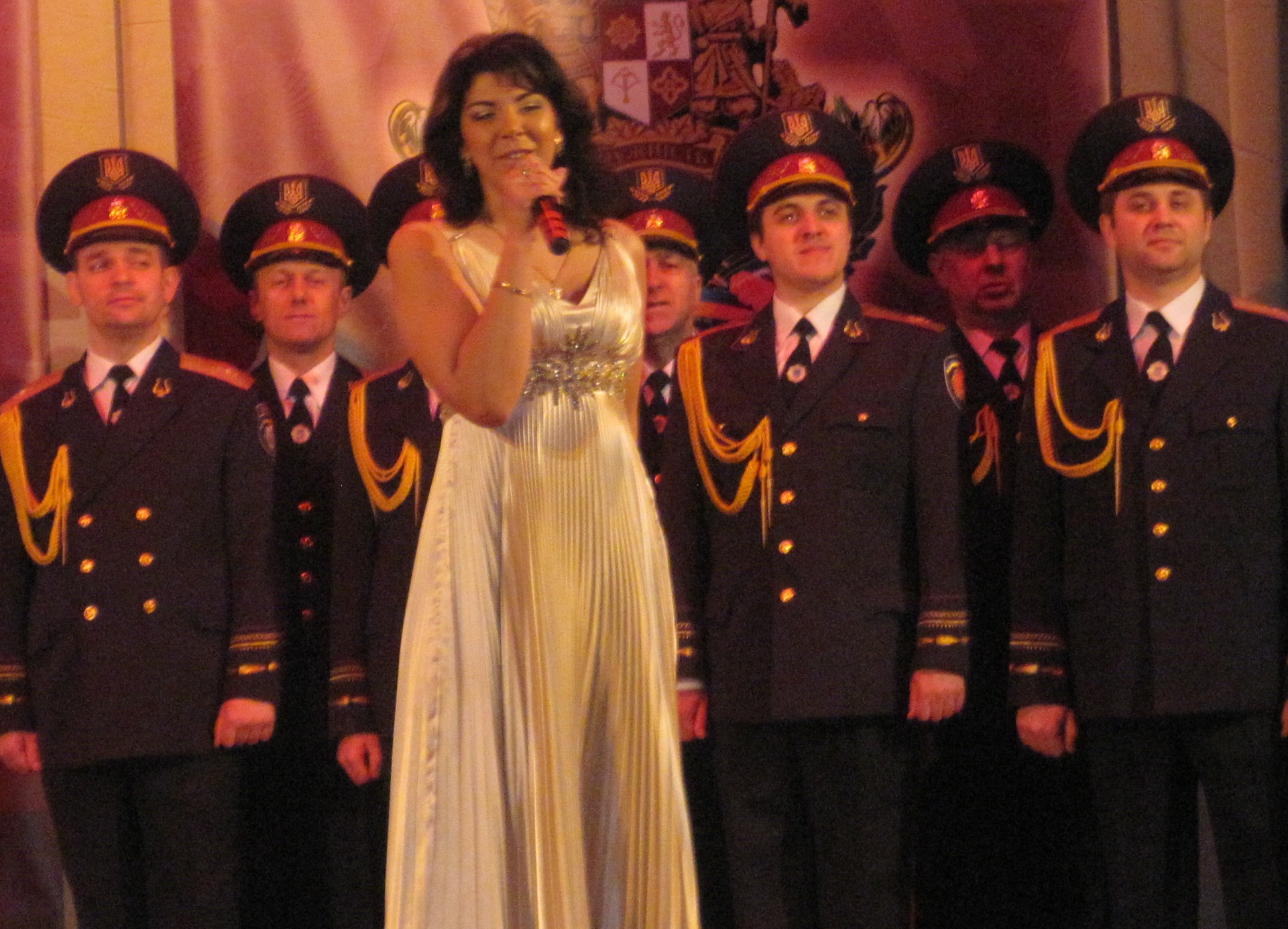
Елеонора Скиданова з артистами, 2011

Елеонора Скиданова неодноразово брала участь у концертах та урочистостях на вищому державному рівні, присвячених Дню міліції, Дню Збройних Сил України, Дню внутрішніх військ, Дню Перемоги, річницям визволення України від фашистських загарбників, інших концертних та благодійних заходах, у тому числі перед миротворцями в Косово. Пісні та відео-кліпи пісень у виконанні співачки неодноразово транслювалися на каналах центрального телебачення та радіо.
В її репертуарі такі відомі пісні:
- День Незалежності , сл.  Володимира Мельникова, муз. Олександра Бурміцького та Василя Гулька[2][3].
- День Перемоги, сл. і муз.  Володимира Мельникова[4][5].
- Хай щастить сл.  Володимира Мельникова, муз.  Василя Гулька та Олександра Бурміцького [6][7].
- Країно моя сл. Василя Іваницького, муз. Ніколо Петраша[8][9].

Про інтерес в Україні та за її межами до пісні «День Перемоги» на слова і музику  Володимира Мельникова, яку виконує Академічний ансамбль пісні й танцю МВС України та солістка цього ансамблю Елеонора Скиданова, свідчать переклади цієї пісні на російську,  білоруську та інші мови світу.